# Головацкий, Василий Евгеньевич
Василий Евгеньевич Головацкий (15 января 1935 — 7 октября 2010) — передовик советского сельского хозяйства, тракторист-машинист совхоза «Пушкинский» Советского района Саратовской области, Герой Социалистического Труда (1973).

## Биография
Родился 15 января 1935 года на территории Румынии, ныне Черновицкая область Украины. В 1940 году пошёл в 1-й класс ещё в Румынскую школу, а 2-й и 3-й класс учился в советской школе. Отец воевал на фронте, а мать погибла при перестрелке советских солдат с украинскими националистами в 1943 году. Пришлось работать в батраках у местного помещика. В 1946 году он вступил в местный колхоз, а в 1949 году переехал в Запорожье, где окончил курсы трактористов.
В 1954 году был направлен по комсомольской путёвки на освоение целинных земель в Советский район Саратовской области. Стал трудиться механизатором в совхозе «Пушкинский». Завершил обучение в вечерней школе и в Марксовском сельскохозяйственном техникуме.
В начале 1970-х годов обслуживал один комбайн, а затем и два, и три, взяв себе в напарники хороших штурвальных.
Указом Президиума Верховного Совета СССР от 7 декабря 1973 года за большие успехи достигнутые во Всесоюзном социалистическом соревновании, и проявленную трудовую доблесть в выполнении принятых обязательств по увеличению производства и продажи государству зерна и других продуктов земледелия в 1972 году Василию Евгеньевичу Головацкому присвоено звание Героя Социалистического Труда с вручением ордена Ленина и золотой медали «Серп и Молот».
В 1974 году бюро Саратовского обкома ВЛКСМ учредило приз имени Головацкого, которым награждались лучшие механизаторы области.
В 1977 году по состоянию здоровья перешёл работать председателем профсоюзного комитета совхоза «Пушкинский».
Умер 7 октября 2010 года.

## Награды
За трудовые успехи удостоен:
- золотая звезда «Серп и Молот» (07.12.1973)
- два Ордена Ленина (08.04.1971, 07.12.1973)
- орден Октябрьской Революции (23.12.1976)
- Орден Трудового Красного Знамени (11.01.1957)
- Медаль «За освоение целинных земель»
- Медаль «За трудовую доблесть»
- другие медали.